# ルイス郡 (ケンタッキー州)
ルイス郡（英: Lewis County）は、アメリカ合衆国ケンタッキー州の北東部に位置する郡である。2010年国勢調査での人口は13,870人であり、2000年の14,092人から1.6%減少した。郡庁所在地はバンスバーグ市（人口1,518人）であり、同郡で人口最大の都市でもある。郡名は19世紀初期にルイス・クラーク探検隊を率いたメリウェザー・ルイス（1774年-1809年）に因んで名付けられた。
ルイス郡は、メイズビル小都市圏に属している。

## 地理
アメリカ合衆国国勢調査局に拠れば、郡域全面積は495.70平方マイル (1,283.9 km2)であり、このうち陸地484.49平方マイル (1,254.8 km2)、水域は11.21平方マイル (29.0 km2)で水域率は2.26%である。面積では州内第14位の大きさである。

### 隣接する郡
- アダムズ郡 (オハイオ州) - 北、オハイオ川の対岸
- サイオト郡 (オハイオ州) - 北東、オハイオ川の対岸
- グリーナップ郡 - 東
- カーター郡 - 南東
- ローワン郡 - 南
- フレミング郡 - 南西
- メイソン郡 - 西

### 国立保護地域
- オハイオ川諸島国立野生生物保護区（部分）

## 人口動態
以下は2000年国勢調査による人口統計データである。
| 基礎データ - 人口: 14,092人 - 世帯数: 5,422 世帯 - 家族数: 4,050 家族 - 人口密度: 11人/km2（29人/mi2） - 住居数: 6,173軒 - 住居密度: 5軒/km2（13軒/mi2） 人種別人口構成 - 白人: 98.92% - アフリカン・アメリカン: 0.21% - ネイティブ・アメリカン: 0.21% - アジア人: 0.03% - その他の人種: 0.09% - 混血: 0.55% - ヒスパニック・ラテン系: 0.44% 年齢別人口構成 - 18歳未満: 25.3% - 18-24歳: 9.1% - 25-44歳: 29.4% - 45-64歳: 23.7% - 65歳以上: 12.5% - 年齢の中央値: 36歳 - 性比（女性100人あたり男性の人口） - 総人口: 99.0 - 18歳以上: 97.0 | 世帯と家族（対世帯数） - 18歳未満の子供がいる: 35.1% - 結婚・同居している夫婦: 60.4% - 未婚・離婚・死別女性が世帯主: 9.7% - 非家族世帯: 25.3% - 単身世帯: 22.5% - 65歳以上の老人1人暮らし: 10.0% - 平均構成人数 - 世帯: 2.56人 - 家族: 2.98人 収入と家計 - 収入の中央値 - 世帯: 22,208米ドル - 家族: 26,109米ドル - 性別 - 男性: 25,522米ドル - 女性: 18,764米ドル - 人口1人あたり収入: 12,031米ドル - 貧困線以下 - 対人口: 28.5% - 対家族数: 23.5% - 18歳未満: 36.4% - 65歳以上: 21.3% 郡住民の40%以上が何らかの形で政府の援助を受けている。 |

## 都市と町
- バンスバーグ - 郡庁所在地
- コンコード
- トールズボロ
- キャビンクリーク
- ガリソン
- クインシー
- リボルト

## 教育

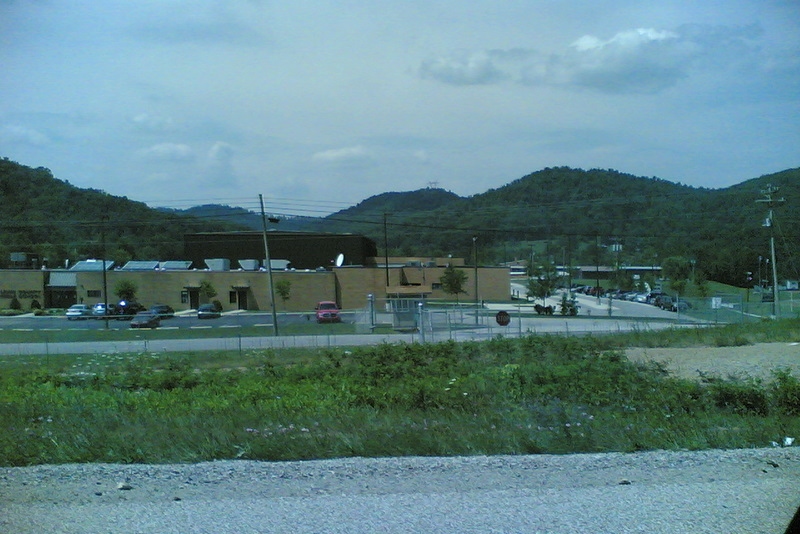
バンスバーグ近く、ケンタッキー州道10号線から見たルイス郡中学校

ルイス郡の公共教育はルイス郡教育学区が管轄している。主要施設はバンスバーグの西、ケンタッキー州道10号線沿いに位置している。